# John Ostrom
John Harnold Ostrom, detto Jack (New York, 18 febbraio 1928 – Lichtfield, 16 luglio 2005), è stato un paleontologo statunitense, il primo a proporre l'idea che i dinosauri fossero animali attivi ed a sangue caldo.
Sposato con Nancy Hartman, ebbe due figli. Fu un uomo modesto, amato da tutti i suoi colleghi, e senza dubbio geniale.

Scomparso nel 2005, il suo corpo verrà in seguito cremato.
Le sue scoperte hanno ispirato il soggetto del film Jurassic Park, dove venne utilizzata una versione cinematografica del Deinonychus abbastanza fedele alla realtà, tranne che per il nome (nella finzione fu usato il nome di Velociraptor).

## IlDeinonychus
Nel 1964 John Ostrom, lavorando nello stato americano del Montana, si imbatté in uno scheletro fossile, la cui caratteristica più vistosa era la zampa artigliata con tre dita: questo fossile era differente da qualsiasi altra cosa fino ad allora scoperta, e risaliva approssimativamente all'epoca del Cretaceo inferiore.

Non era simile a una zampa di uccello e aveva un affilato artiglio sul dito centrale: Ostrom chiamò questo nuovo dinosauro Deinonychus, che significa "terribile artiglio", consolidando una delle prove della tesi (da molti sostenuta) secondo cui i dinosauri si siano evoluti in uccelli circa 150 milioni di anni fa.

Nel 1969, John Ostrom e il suo allievo (Robert Bakker) descrissero per la prima volta il Deinonychus: struttura leggerissima, coda rigida, zampe posteriori potenti e snelle e un cervello relativamente grande.

## Il "rinascimento dei dinosauri"
A cavallo tra gli anni '60 e '70 gli studi di Ostrom e di altri, tra cui Robert Bakker, portarono a un radicale mutamento nel modo di vedere i dinosauri, noto come "rinascimento dei dinosauri", durante il quale i grandi rettili, contrariamente a quanto si era creduto fino a quel momento, iniziarono a essere concepiti come animali a sangue caldo e veloci nei movimenti.

Lo studio del Deinonychus evidenziava alla comunità scientifica (ma non tutti condivisero queste conclusioni) che i dinosauri non fossero rettili lenti e stupidi, ma che molti di loro (se non tutti) fossero agili e intelligenti, nonché a sangue caldo.

Questa nuova visione dei dinosauri negli anni seguenti è stata limitata ai dinosauri più piccoli, come appunto Deinonychus e gli altri celurosauri, mentre i dinosauri più grandi (soprattutto erbivori) vengono tuttora considerati lenti e poco intelligenti, con l'eccezione degli adrosauridi.
| Ostrom è l'abbreviazione standard utilizzata per le specie animali descritte da John Ostrom. Categoria:Taxa classificati da John Ostrom |